# Why (песня Тони Шеридана)
«Why» — одна из ранних песен, исполненных Битлз, выступавших голосами второго плана у Тони Шеридана. Впервые песня была издана на французском альбоме Шеридана «Mister Twist» в 1962 году. В Великобритании стала би-сайдом инструментальной рок-мелодии «Cry for a Shadow». Хотя первоначально она должна была быть А-стороной, звукозаписывающая компания Polydor решила не выпускать её (в то время). Когда к 1964 году Битлз стали набирать популярность, лейбл решил выпустить альбом с «Cry for a Shadow» в качестве А-стороны и «Why» в качестве В-стороны. В США и Канаде пластинка вышла в соответствии с первоначальной задумкой на североамериканском звукозаписывающем лейбле MGM с песней «Why» на стороне A и «Cry for a Shadow» на стороне B, поскольку она была инструментальной. Обе композиции были включены в немецкий альбом-компиляцию The Beatles' First! в 1964 году и во все другие его переиздания по всему миру в последующие годы.
Песня «Why» достигла 88 места в американском чарте Billboard Hot 100 за неделю, закончившуюся 18 апреля 1964 года. В этом чарте она пробыла всего одну неделю.

## Состав
- Тони Шеридан — вокал
- Джон Леннон — ритм-гитара
- Пол Маккартни — бас-гитара
- Джордж Харрисон — соло-гитара
- Пит Бест — ударные
- Карл Хинце — инженер